# Waliły-Stacja (gromada)
Waliły-Stacja – dawna gromada, czyli najmniejsza jednostka podziału terytorialnego Polskiej Rzeczypospolitej Ludowej w latach 1954–1972.
Gromady, z gromadzkimi radami narodowymi (GRN) jako organami władzy najniższego stopnia na wsi, funkcjonowały od reformy reorganizującej administrację wiejską przeprowadzonej jesienią 1954 do momentu ich zniesienia z dniem 1 stycznia 1973, tym samym wypierając organizację gminną w latach 1954–1972.
Gromadę Waliły-Stacja z siedzibą GRN w Waliłach-Stacji utworzono – jako jedną z 8759 gromad – w powiecie białostockim w woj. białostockim, na mocy uchwały nr 11/V WRN w Białymstoku z dnia 4 października 1954. W skład jednostki weszły obszary dotychczasowych gromad Waliły Stacja, Waliły Wieś, Józefowo, Słuczanka i Grzybowce, miejscowość Dzierniakowo z dotychczasowej gromady Dzierniakowo oraz obszar l.p. N-ctwa Żednia o pow. 1063,17 ha ze zniesionej gminy Gródek w tymże powiecie, a także obszar dotychczasowej gromady Królowe Stojło wraz z obszarem lasów państwowych N-ctwa Waliły o pow. 5170,86 ha ze zniesionej gminy Szudziałowo w powiecie sokólskim. Dla gromady ustalono 15 członków gromadzkiej rady narodowej.
31 grudnia 1959 do gromady Waliły-Stacja przyłączono wieś Radunin ze zniesionej gromady Załuki.
1 stycznia 1969 gromadę Waliły-Stacja zniesiono, włączając jej obszar do gromady Gródek.